# Palmitoil-KoA
Palmitoil KoA je acil-KoA tioestar koji se koristi u biosintezi sfingozina:
Palmitoil KoA je deo sistema karnitskog premeštanja, kojim se transportuju masni acil-KoA molekuli u mitohondrije radi β-oksidacije.

## Dodatne slike
- Sinteza
- Palmitinska kiselina
- Koenzim A